# San Francisco Film Critics Circle Awards 2002
Na 1. ročníku udílení cen San Francisco Film Critics Circle Awards byly předány ceny v těchto kategoriích dne 17. prosince 2002.

## Vítězové
Nejlepší film: Pianistka

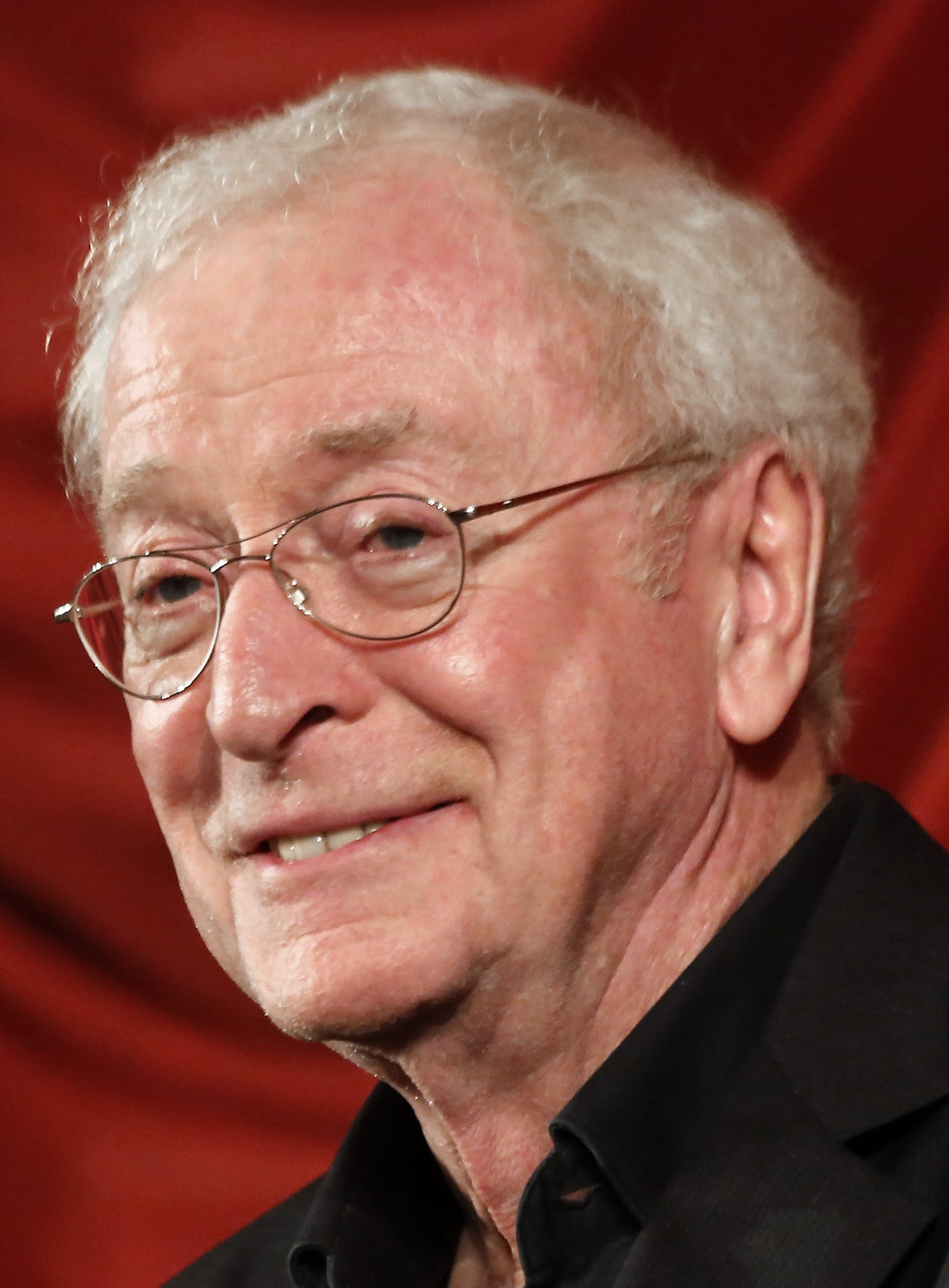
Michael Caine, vítěz v kategorii nejlepší mužský herecký výkon v hlavní roli

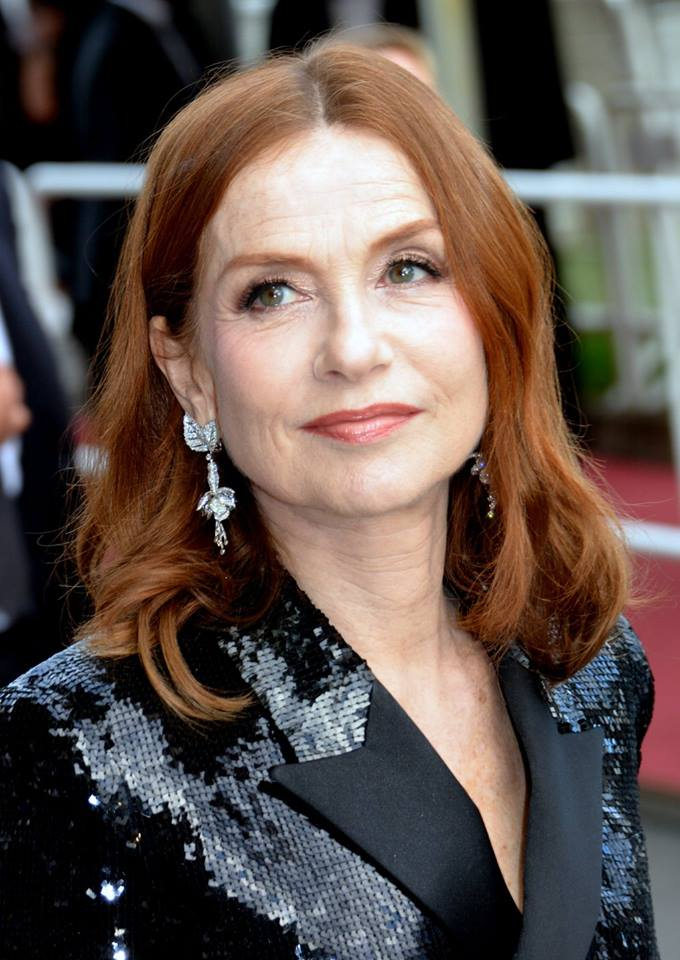
Isabelle Huppert, vítězka v kategorii nejlepší ženský herecký výkon v hlavní roli

Nejlepší režisér: Todd Haynes – Daleko od nebe
Nejlepší herec v hlavní roli: Michael Caine – Tichý Američan
Nejlepší herečka v hlavní roli: Isabelle Huppertová – Pianistka
Nejlepší herec ve vedlejší roli: Chris Cooper – Adaptace
Nejlepší herečka ve vedlejší roli: Miranda Richardson – Jako pavouk
Nejlepší cizojazyčný film: Mexická jízda (Mexiko)
Nejlepší dokument: Andy Goldsworthy
Nejslibnější debut: Dylan King – Roger Dodger
Speciální ocenění: Phillip Noyce (za Rabbit-Proof Fence a Tichý Američan) a Jay Rosenblatt a Caveh Zahedi (za Underground Zero)